# Карієс зубів

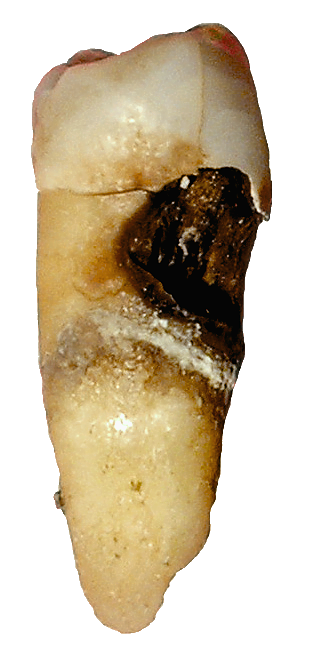
Карієс зуба.

Карієс (лат. Caries dentium) — патологічний процес, що починається після прорізування зубів, що супроводжується демінералізацією, протеолізом та утворенням каріозної порожнини під дією ендо- і екзогенних факторів.
В даний час виникнення карієсу зубів пов'язують із локальною зміною pH на поверхні зуба під зубним нальотом внаслідок бродіння (гліколізу) вуглеводів, здійснюваного мікроорганізмами, і утворення органічних кислот.  Частота, з якою зуб зазнає карієсогенної дії кислот, впливає на ймовірність виникнення карієсу. Після кожного прийому їжі, яка містить цукор, мікроорганізми починають продукувати кислоти, які руйнують емаль. З часом ці кислоти нейтралізуються буферними властивостями слини і частково демінералізованої емалі. Після кожного періоду дії кислот на емаль зуба неорганічні мінеральні складові зубної емалі розчиняються і можуть залишатися розчиненими 2 години. Якщо приймати вуглеводи періодично протягом дня, то pH протягом тривалого часу буде низьким, буферні властивості слини не встигають відновити pH і виникає імовірність незворотного руйнування поверхні емалі.
Причина карієсу кісткової тканини — дистрофічний або інфекційний процес у кістці або надкісниці, що веде до некрозу ділянок кістки із подальшим всмоктуванням або відторгненням мертвих мас і утворенням дефекту кістки. Карієс може супроводжувати і деякі специфічні запальні процеси (наприклад, туберкульоз, сифіліс).
Механізм розвитку та клінічного прояву карієсу різні і залежать від його причини, розташування осередку тощо. При гострих запальних процесах (наприклад, остеомієліт), коли в кістки розвивається нагноєння, проривається іноді в навколишні тканини, карієс проявляється загальною інтоксикацією, руйнування кістки відбувається швидко. При хронічних, особливо специфічних процесах, карієс розвивається повільно, не даючи бурхливо виражених явищ.
Лікування — медикаментозне (антибіотики), специфічне (протисифілітичне, протитуберкульозне). Часто застосовується ефективна хірургічна операція.

## Поширеність карієсу
Карієс — дуже поширене захворювання. У дитячому віці воно посідає перше місце серед хронічних захворювань і зустрічається в 5-8 разів частіше, ніж захворювання, що займає друге місце за поширеністю, — бронхіальна астма. За даними різних авторів від 80 до 90 % дітей з молочним прикусом, близько 80 % підлітків на момент закінчення школи мають каріозні порожнини, а 95-98 % дорослих мають запломбовані зуби.
Статистичні дані показують, що в екваторіальних регіонах (Африка, Азія) карієс менш поширений, ніж в приполярних областях (Скандинавія, Північна Америка). У країнах, що розвиваються також відзначений більш високий рівень поширення карієсу.. У дітей Швеції через чудову профілактику карієс відсутній.Сліди карієсу знаходили у людей, що жили 5 тис. років тому

## Етіологія
Останнім часом виникнення карієсу зубів пов'язують з локальною зміною pH на поверхні зуба під зубним нальотом внаслідок бродіння (гліколізу) вуглеводів, здійснюваного мікроорганізмами, і утворення органічних кислот.
При розгляді механізмів виникнення карієсу зуба звертає на себе увагу різноманіття різних чинників, взаємодія яких і обумовлює виникнення вогнища демінералізації.
Основними етіологічними чинниками є:
1. мікрофлора порожнини рота;
2. характер і режим харчування, вміст фтору у воді;
3. кількість і якість слиновиділення;
4. загальний стан організму;
5. екстремальні дії на організм.

Всі вищеперелічені чинники були названі карієсогенними і підрозділені на загальні і місцеві, такі, що відіграють важливу роль у виникненні карієсу.
Загальні чинники:
1. неповноцінна дієта і питна вода;
2. соматичні захворювання, зрушення у функціональному стані органів і систем в період формування і дозрівання тканин зуба;
3. екстремальні дії на організм;
4. спадковість, обумовлюючи повноцінність структури і хімічний склад тканин зуба;
5. несприятливий генетичний код.

Місцеві чинники:
1. зубна бляшка і зубний наліт, що ізолюється мікроорганізмами;
2. порушення складу і властивостей ротової рідини;
3. вуглеводні липкі харчові залишки порожнини рота;
4. резистентність зубних тканин, обумовлена повноцінною структурою і хімічним складом твердих тканин зуба;
5. відхилення в біохімічному складі твердих тканин зуба і неповноцінна структура тканин зуба;
6. стан пульпи зуба;
7. стан зубощелепної системи в період закладки, розвитку і прорізування постійних зубів.

### Карієсосприйнятливість зубної поверхні
Емаль зуба — найтвердіша тканина людського організму. За твердістю вона лише трохи поступається алмазу (250—800 од. Віккерса). Вона на 96 % складається з мінералів, в основному з гідроксиапатиту, які дуже вразливі до дії кислот, тому руйнування емалі починається вже при pH 4,5. карієсприйнятливість зубної поверхні залежить від безлічі факторів:
- Властивість анатомічної поверхні зуба: у природних фіссурах і в проміжках між зубами є сприятливі умови для довготривалої фіксації зубного нальоту.
- Насиченість емалі зуба фтором: фторапатити, стійкіші до дії кислот.
- Гігієна порожнини рота: своєчасне видалення зубного нальоту запобігає подальшому розвитку карієсу.
- Фактор дієти: м'яка, багата вуглеводами їжа сприяє утворенню зубного нальоту. Кількість вітамінів і мікроелементів також впливає на загальний стан організму і особливо слини.
- Якість і кількість слини: мала кількість в'язкої слини сприяє прикріпленню бактерій до «пелликулу» та утворення зубного нальоту (див. зубна бляшка). Дуже важливий вплив на карієсорезістентність емалі мають буферні властивості слини (що нейтралізують кислоти) і кількість імуноглобулінів та інших факторів захисту в слині (див. слина).
- Генетичний фактор.
- Загальний стан організму.

### Карієсогенні бактерії

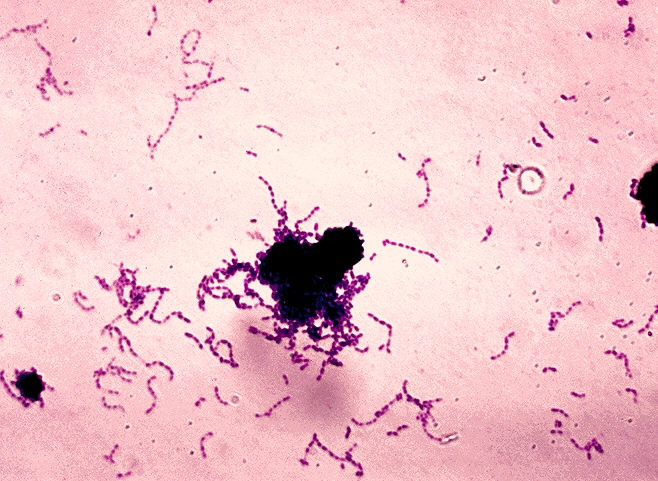
Колонія бактерій Str. mutans, що викликають карієс

У порожнині рота знаходиться безліч бактерій, але в процесі формування зубного нальоту (етапи формування та механізми див. зубна бляшка) і подальшої демінералізації емалі беруть участь в основному кислотоутворюючі стрептококи (Streptococcus mutans, Str. sanguis,Str. mitis,Str. salivarius), для яких характерне анаеробне бродіння і лактобактерії (Lactobacillus).
Вже через кілька хвилин після прийому вуглеводів, особливо сахарози, відзначається зменшення pH з 6 до 4. В зубному нальоті крім молочної кислоти, яка безпосередньо утворюється при бродінні вуглеводів, виявляються мурашина, масляна, пропіонова та інші органічні кислоти.

### Вуглеводи, що ферментуються
Саме кислоти, що утворилися під час бродіння вуглеводів, призводять до руйнування поверхні емалі. Наявність і активність бродіння в нальоті залежить від кількості та якості доступних вуглеводів. Найінтенсивніше йде бродіння сахарози, менш інтенсивно — глюкози та фруктози. Маніт, сорбіт та ксиліт також проникають в зубну бляшку, однак внаслідок малої активності ферменту, що перетворює їх у фруктозу, вони безпечні. Крохмаль, що є полісахаридом, в чистому вигляді не каріогенен, оскільки його молекули не проникають в зубний наліт. Однак, харчова обробка може привести до руйнування молекулярної структури крохмалю і підвищити його каріогенність.

### Час
Частота, з якою зуб піддається каріесогенній дії кислот, впливає на імовірність виникнення карієсу. Після кожного прийому їжі, яка містить цукор, мікроорганізми починають продукувати кислоти, які руйнують емаль. З часом ці кислоти нейтралізуються буферними властивостями слини і частково демінералізованої емалі. Після кожного періоду дії кислот на емаль зуба неорганічні мінеральні складові зубної емалі розчиняються і можуть залишатися розчиненими 2 години (див. Емаль зуба). Якщо приймати вуглеводи періодично протягом дня, то pH протягом тривалого часу буде низьким, буферні властивості слини не встигають відновити pH і виникає ймовірність незворотного руйнування поверхні емалі.
Швидкість каріозного процесу залежить від багатьох факторів, процес, що почався може сповільнитися у разі застосування фтору, але в середньому карієс контактних поверхонь у постійних зубів прогресує повільно і порожнина може формуватися протягом 4 років. Оскільки корінь зуба покритий більш м'якою тканиною — цементом, карієс кореня розвивається в 2.5 рази швидше, ніж в області емалі.
У випадку, якщо гігієна ротової порожнини вкрай незадовільна і дієта багата цукром, карієс може розвинутися буквально через кілька місяців після прорізування зуба.

## Ознаки
Ознаками карієсу є:
- темні плями на жувальній поверхні зубів,
- шорсткість поверхні зуба.
- підвищена чутливість до кислого і солодкого, холодного і гарячого,
- з'являється неприємний запах з рота.

## Класифікація
Розрізняють такі стадії і форми карієсу:

### Класифікація карієсу за ВООЗ
У класифікації ВООЗ (10ий перегляд) карієс виділений в окрему рубрикацію.
- Карієс емалі, включаючи «крейдяну пляму».
- Карієс дентину.
- Карієс цементу.
- Призупинений карієс.
- Одонтоклазія.
- Інший.
- Неуточнений.

### Класифікація за глибиною процесу
Для практичного лікаря більш зручна і прийнятна топографічна класифікація:
- А) неускладнений (простий) карієс

- Карієс стадії плями (каріозна пляма, початковий карієс).

На цій стадії емаль зуба змінює колір за рахунок утворення на ній крейдяної плями. Поверхня при цьому залишається гладкою, оскільки емаль ще тільки в початковій стадії руйнування. У цей момент важливо не допустити подальшого розвитку захворювання. На ранніх стадіях вилікувати карієс і простіше, і дешевше, і безболісніше.
На першій стадії лікування зуба починається з процедури видалення плями. Потім здійснюється ремінералізація емалі, тобто нанесення на шийку зуба спеціальних препаратів (наприклад, розчини натрію фториду і кальцію глюконату).
- Поверхневий карієс.

На наступному етапі, вчасно необроблена крейдяна пляма стає шорсткою. Зуб в цьому місці болить від гарячої, холодної їжі, а також стає чутливим до солодкого і кислого.
Лікування такої стадії пришийкового карієсу буде полягати в шліфовці ділянки зуба, ураженого карієсом. Потім, за аналогією з лікуванням попередньої стадії, проводиться ремінералізуюча терапія.
- Середній карієс.

На третьому етапі карієс починає проникати глибше. Уражується дентин. Стає добре помітно серйозні ураження зуба. Больові відчуття стають більш частими, інтенсивними та тривалими.
Лікування середнього карієсу полягає у видаленні ушкодженої частини зуба, обробці медикаментозними препаратами та встановленні пломби.
- Глибокий карієс.

Коли ушкодження зуба доходять до колопульпарного дентину, починається стадія глибокого карієсу.
Процедура лікування полягає у видаленні ушкодженої частини зуба, обробці медикаментозними препаратами, внесення ремінералізуючих препаратів та встановлення пломби. При не лікування даного захворювання відбувається подальше руйнування дентину і ураження пульпи (нерва) зуба — пульпіт і як його подальший результат періодонтит.
- Б) ускладнений карієс (пульпіти, періодонтити)

При даній класифікації враховується глибина процесу та його перебіг (гострий чи хронічний процес), що важливо для вибору методу лікування.

### Класифікація за гостротою процесу
Клінічними спостереженнями встановлено, що гострота і швидкість каріозного процесу визначають методи і тактику лікування. За їх результатами Т. В. Виноградова запропонувала класифікацію карієсу за гостротою і поширеністю каріозного процесу:
- Компенсована форма. За цієї форми середня інтенсивність карієсу менше, ніж середня інтенсивність для даної вікової групи. Процес іде повільно, існуючі каріозні порожнини вистелені твердим пігментовані дентином (хронічний карієс).

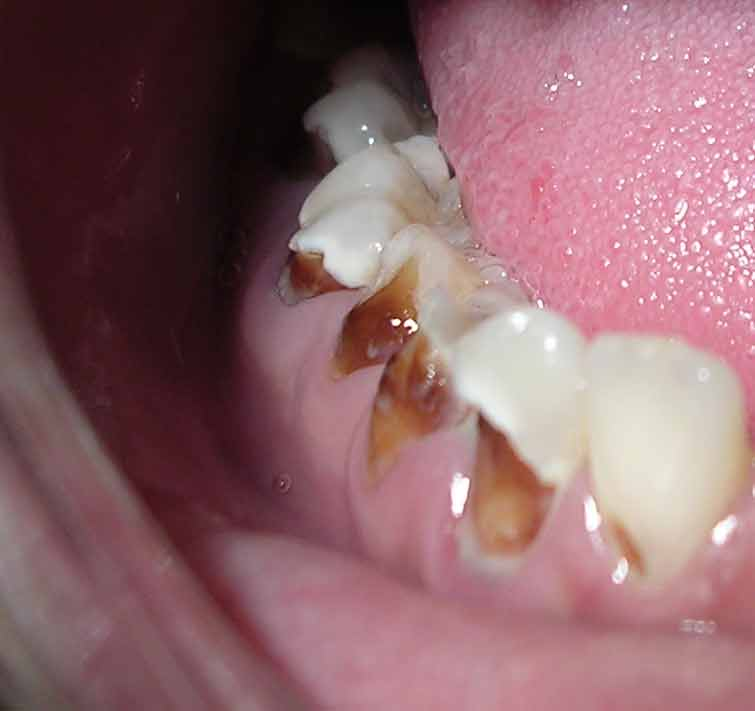
Генералізований карієс

- Субкомпенсована форма. Середня інтенсивність карієсу дорівнює середньому показнику для даної вікової групи.
- Декомпенсована форма, або «гострий карієс». Середня інтенсивність карієсу набагато більше середнього показника для даної вікової групи. За цієї форми каріозний процес відбувається інтенсивно, спостерігаються множинні каріозні порожнини, які заповнені м'яким дентином. Крайня форма гострого карієсу — так зване «системне ураження» зубів карієсом, при якому спостерігається ураження всіх або майже всіх зубів в області шийок.

### Класифікація за локалізацією (за Блеком)
Американським ученим Блеком була запропонована класифікація каріозних порожнин за локалізацією:
- I Клас — порожнини в області фісур та природних заглиблень зубів.
- II Клас — порожнини, розташовані на контактних поверхнях малих та великих корінних зубів.
- III Клас — порожнини, розташовані на контактних поверхнях різців та іклів без залучення ріжучого краю.
- IV Клас — порожнини, розташовані на контактних поверхнях різців та іклів з залученням ріжучого краю і кутів.
- V Клас — порожнини в області шийок всіх груп зубів.
- Пізніше був також виділений VI Клас — порожнини атипової локалізації: ріжучі краї фронтальних і горби жувальних зубів. Був запропонований після Смерті Блека.

### Класифікація за виникненням процесу

Поширення карієсу

Розрізняють такі види карієсу зубів:
- Первинний карієс
- Вторинний (рецидивний) карієс — карієс раніше запломбованих зубів

## Клінічна картина

### Стадія плями (macula cariosa)
Демінералізація починається з втрати природного блиску емалі і появи матових, білих, світло-коричневих і темно-коричневих плям.
У білої каріозної плями в залежності від гостроти процесу можуть бути 2 шляхи розвитку:
- біла каріозна пляма (прогресуюча демінералізація) в подальшому перетворюється в поверхневий карієс за рахунок порушення цілісності поверхневого шару
- процес сповільнюється, стабілізується, і внаслідок проникнення органічних барвників змінює колір. Слід розуміти, що стабілізація тимчасова і рано чи пізно на місці пігментованої плями виникне дефект тканин.

Карієс у стадії плями зазвичай триває безсимптомно, дуже рідко при гострому перебігу процесу (біла пляма) може виникнути чутливість на хімічні та термічні подразники.

Поширення карієсу

### Поверхневий карієс (caries superficialis)/середній карієс (caries media)
Виникає на місці білої або пігментованої плями в результаті деструктивних змін емалі зуба. Для поверхневого і середнього карієсу характерне виникнення короткочасного болю від холоду та від хімічних подразників — солодкого, солоного, кислого. Під час огляду зуба виявляється дефект (порожнина). При поверхневому карієсі дефект знаходиться в межах емалі, при середньому карієсі в патологічний процес втягується дентин.

### Глибокий карієс (caries profunda)
За цієї форми каріозного процесу є значні зміни дентину, що й обумовлює скарги пацієнтів. Хворі вказують на короткочасні болі від механічних, хімічних і температурних подразників, що проходять після їх усунення.
При огляді виявляється глибока каріозна порожнина, заповнена розм'якшеним дентином. Зондування дна порожнини хворобливе. Через те, що дентин більш податливий для каріозного процесу, порожнина в дентині зазвичай більш обширна, ніж емалевий вхід.
В деяких випадках можуть з'являтися ознаки пульпіту: ниючий біль в зубі після видалення подразника.

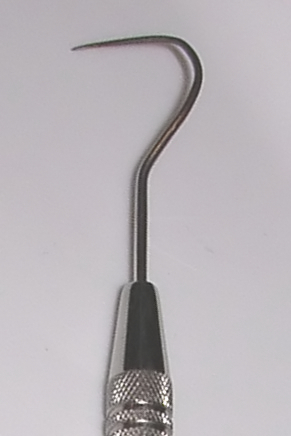
Стоматологічний зонд

## Ускладнення
Без своєчасного і належного лікування карієс може перейти в більш важкі форми захворювання зуба (пульпіт, періодонтит) і призвести до його втрати.
Пульпіт — запалення судинно-нервового пучка зуба (пульпи). Найбільш часто пульпіт є ускладненням карієсу, а також може бути наслідком помилкових дій при препаруванні зуба під ортопедичні конструкції, неякісні пломби, оперативні втручання на пародонті, вплив хімічних речовин. Також описано випадки ретроградного пульпіту (тобто інфікування через апікальний отвір).
Пульпіти поділяються на гострі та хронічні. Під гострим пульпітом розуміють стан, коли інфекція проникла в пульпу при закритій пульпарній камері (через тонку стінку зруйнованого карієсом зуба). Хронічні пульпіти найчастіше є результатом гострого. Хронічні пульпіти поділяються на фіброзні, гіпертрофічні і гангренозні. Основна форма хронічного пульпіту — фіброзний пульпіт, при якому відбувається розростання волокнистої сполучної тканини. Основні ознаки гострого пульпіту — дуже сильні, іррадіюють (поширюються) з гілок трійчастого нерва (при гострому осередковому пульпіті іррадіації немає, пацієнт чітко може вказати болючий зуб) болі, які посилюються вночі. Болі мають періодичний характер.
Періодонтит — це запалення періодонту, що характеризується порушенням цілісності зв'язок, що утримують зуб в альвеолі, кортикальної пластинки кістки, що оточує зуб і резорбції кісткової тканини від незначних розмірів до утворення кіст великих розмірів. Інфекційний періодонтит в основному є ускладненням карієсу. Травматичний періодонтит виникає в результаті як значної, одноразової дії (удар при падінні або попаданні в обличчя твердих важких предметів), так і внаслідок незначної, але хронічної травми (завищена пломба, відкушування дроту або нитки при відсутності зубів поруч). Медикаментозний періодонтит розвивається найчастіше при неправильному лікуванні пульпіту, коли сильнодійні препарати потрапляють в періодонт (наприклад паста, що містить миш'як, формалін, фенол) або подразнюючі матеріали (фосфат-цемент, штифти). Основною причиною розвитку періодонтиту у дітей є інфекція, коли мікроорганізми, їх токсини, біогенні аміни, що надходять з запаленої некротизованої пульпи, поширюються в періодонт.
Періостит — запалення окістя; стосовно щелепи періостит часто називають флюсом і виражається в опуханні ясна, що супроводжується сильним болем. В результаті запальних захворювань зубів (періодонтит і пульпіт), може розвинутися періостит щелепи. Рідше захворювання виникає після відкритих щелепних переломів і ран м'яких тканин. Також запалення окістя може проявитися в результаті попадання інфекції через кровоносну і лімфатичну системи від інфікованих органів. Захворювання починається з невеликого набрякання ясен. Пізніше набряклість збільшується і разом з нею збільшується і біль. Через день-два утворюється абсцес, який є причиною набряку щоки і губ.

## Діагностика
Діагностика при глибоких формах карієсу зазвичай не становить труднощів. Використання стоматологічного дзеркала і зонда дозволяє легко знайти і діагностувати каріозні порожнини. Певну складність становлять порожнини, локалізовані на «проксимальних» (дотичних) порожнинах зубів (II клас за Блеком). У таких випадках допомагає термодіагностика (холод) та рентгенограма зубів.

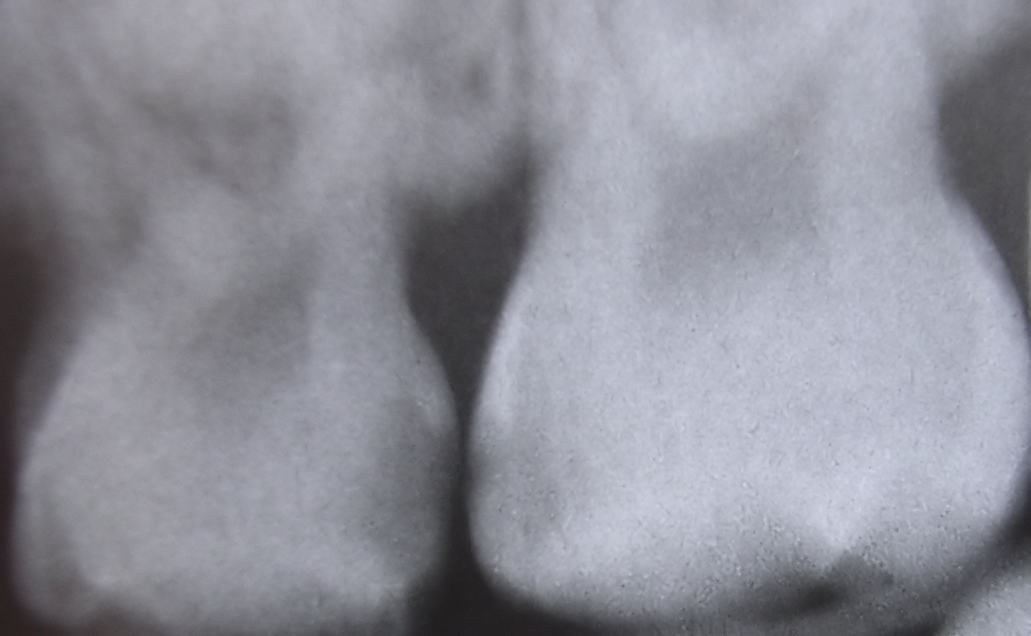
Прихований карієс.

Рентгенограма також допомагає при діагностиці «карієсу в стадії плями», при якому цілісність емалі не порушена і зонд не затримується. Діагностику карієсу в стадії плями можна проводити також фарбуванням поверхні зуба розчином метиленового синього або карієс детектора (до складу входить фуксин, що має рожеве забарвлення) (фарбуються змінені ділянки) — за допомогою цього методу можна диференціювати карієс у стадії плями від гіпоплазії та флюорозу.
Для знаходження та діагностики «прихованого» і початкового карієсу можна використовувати «транслюмінесценцію» — просвічуючи зуб з протилежного боку сильним джерелом світла, наприклад стоматологічним фотополімеризатором.

## Лікування та профілактика карієсу

### Лікування
Демінералізація карієсу в стадії плями оборотна при проведенні ремінералізуючої терапії. Ремінералізуючу терапію можна проводити протягом 10 днів аплікаціями 10 % розчину глюконату кальцію, 1-3 % розчину «Ремодент» (засіб, який отримують з природної сировини) і фторвмісними препаратами (фторид натрію 2-4 %). Найефективніше дану процедуру проводити в кріслі лікаря: спочатку проводиться очищення зуба від нальоту і пеллікули, потім крейдовидну пляму обробляють слабким розчином кислот (наприклад 40 % лимонна кислота) протягом 1 хвилини, після чого промивають водою і наносять розчин 10 % глюконату кальцію або гідрохлориду кальцію за допомогою аплікації або електрофорезу протягом 15 хвилин з додаванням свіжого розчину кожні п'ять хвилин. Для білих непігментованих плям прогноз сприятливий, за умови оптимізації гігієни ротової порожнини.
Лікування поверхневого, середнього і глибокого карієсу проводиться препаруванням (видаленням уражених тканин) з подальшим заміщенням, пломбуванням каріозної порожнини.
Медики з французького національного інституту здоров'я і медичних досліджень (INSERM) в 2010 році виявили спосіб лікування хворого карієсом зуба без оперативного втручання. Меланоцистстимулюючі гормони, введені в каріозну порожнину, стимулюють клітини тканин зуба розмножуватися і виправляти пошкодження. Досліди на мишах показали, що зуби відновлюються протягом місяця.